# Tüskendörsee
Der Tüskendörsee ist ein zwischen 1934 und 1936 durch Eindeichung entstandener Binnensee auf der ostfriesischen Insel Borkum, die im Landkreis Leer in Niedersachsen liegt.

## Lage

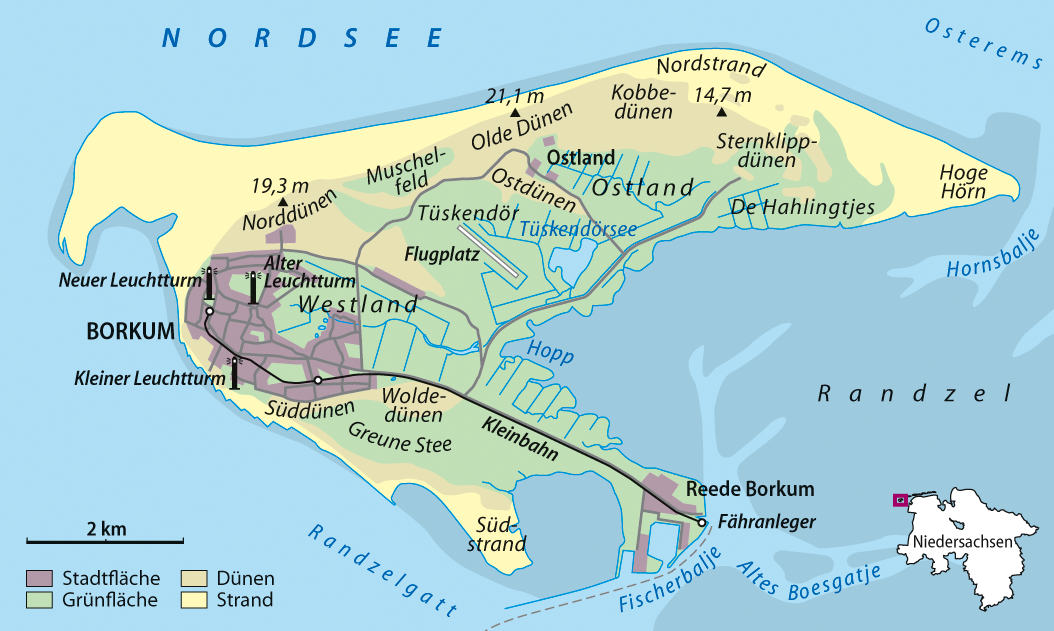
Borkum mit dem See in der Inselmitte

Der Tüskendörsee befindet sich in der Mitte der Insel Borkum zwischen dem Westland und Ostland. Dieses Gebiet hat die Bezeichnung „Tüskendör“, was auf Friesisch etwa „Zwischendurch“ bedeutet. Der See liegt in der Schutzzone I (Ruhezone) des Nationalparks Niedersächsisches Wattenmeer.

## Geschichte und Entstehung
Bis ins 19. Jahrhundert existierte Borkum nicht in seiner jetzigen Form, sondern es bestand aus den Teilen „Ostland“ und „Westland“. Um 1830 kam es auf der Insel zu Sandströmungen, durch die die Lücke zwischen den bis dahin getrennten Inselteilen geschlossen wurde. Zur Beschleunigung dieser natürlichen Schließung wurde zur Landgewinnung zusätzlich Sand eingespült. Dabei wurde die Stelle, an der sich heute der See befindet, bewusst ausgelassen. Ebenso wurden Sand und Sedimente für den Deichbau abgebaggert, wodurch der See in den 1970er Jahren zu seiner heutigen Ausdehnung kam.
Durch die abgeschnittene Anbindung an die Nordsee und die einzige Speisung in Form von Regenwasser baute sich der Salzgehalt im neu entstandenen See nach und nach ab, sodass er heute zu den Süßwasserseen zählt. Über ein Siel kann das Wasser ins Wattenmeer abgelassen werden.